# 眠らない夜をかさねて
『眠らない夜をかさねて』（ねむらないよるをかさねて、英題: Round Trip）は、2003年のイスラエルの恋愛映画。日本では2005年7月16日に第14回東京国際レズビアン&ゲイ映画祭で上映された。

## キャスト
- ヌリット：アナタ・ワックスマン
- ムシディ：ンターティ・モシェシュ
- ヨッシ：Eyal Rozales
- Avsholom：ナタン・ザハヴィ